# Cephaloscyllium
Cephaloscyllium – rodzaj drapieżnych ryb chrzęstnoszkieletowych z rodziny rekinkowatych (Scyliorhinidae).

## Rozmieszczenie geograficzne
Gatunki z tego rodzaju występują w tropikalnych i umiarkowanych wodach przybrzeżnych Oceanu Indyjskiego i Spokojnego.

## Morfologia
Długość ciała do 150 cm.

## Systematyka
Rodzaj zdefiniował w 1862 roku amerykański zoolog (teriologia, ichtiologia i malakologia) Theodore Nicholas Gill w artykule poświęconym analitycznemu streszczeniu rzędu koleniokształtnych i rewizji nomenklatorycznej rodzajów, opublikowanym w czasopiśmie Annals of the Lyceum of Natural History of New York. Gatunkiem typowym jest (oryginalne oznaczenie) C. laticeps.

### Etymologia
Cephaloscyllium: gr. -κεφαλος -kephalos ‘-głowy’, od κεφαλη kephalē ‘głowa’; rdzeń -scyllium, od gr. σκυλιον skulion ‘gatunek rekina’.

### Podział systematyczny
Gatunki zaliczane do tego rodzaju:
- Cephaloscyllium albipinnum Last, Motomura & White, 2008
- Cephaloscyllium cooki Last, Séret & White, 2008
- Cephaloscyllium fasciatum Chan, 1966
- Cephaloscyllium formosanum Teng, 1962
- Cephaloscyllium hiscosellum White & Ebert, 2008
- Cephaloscyllium isabella (Bonnaterre, 1788)
- Cephaloscyllium laticeps (Duméril, 1853)
- Cephaloscyllium pictum Last, Séret & White, 2008
- Cephaloscyllium sarawakense Yano, Ahmed & Gambang, 2005
- Cephaloscyllium signourum Last, Séret & White, 2008
- Cephaloscyllium silasi (Talwar, 1974)
- Cephaloscyllium speccum Last, Séret & White, 2008
- Cephaloscyllium stevensi Clark & Randall, 2011
- Cephaloscyllium sufflans (Regan, 1921)
- Cephaloscyllium umbratile Jordan & Fowler, 1903
- Cephaloscyllium variegatum Last & White, 2008
- Cephaloscyllium ventriosum (Garman, 1880)
- Cephaloscyllium zebrum Last & White, 2008